# Alexander Maier (Snowboarder)
Alexander Maier (* 16. Juli 1974 in Altenmarkt im Pongau) ist ein ehemaliger österreichischer Snowboarder. Er nahm im Laufe seiner Karriere an zwei Olympischen Spielen und vier Weltmeisterschaften teil, bei denen er eine Bronzemedaille in der Disziplin Snowboardcross gewann.

## Biografie
Nachdem er seine Karriere bereits einmal beendet hatte, gab Alexander Maier am 4. Dezember 1999 sein Debüt im Snowboard-Weltcup. Ein erstes Topresultat erzielte er im Jänner 2000 mit Rang neun im Riesenslalom von Schönried. In seiner ersten vollen Weltcupsaison gelangen ihm gleich die größten Erfolge seiner Karriere. Nach einem Podestplatz im Snowboardcross gewann er im Jänner 2001 bei der Weltmeisterschaft in Madonna di Campiglio die Bronzemedaille in dieser Disziplin. Im März feierte er seine ersten beiden Weltcupsiege und triumphierte bei der Olympia-Generalprobe in Park City und in Ruka jeweils in einem Parallelrennen. Er beendete die Saison auf dem dritten Rang im SBX-Weltcup und wurde zum Rookie of the Year gewählt. Nach Saisonende kürte er sich zum Staatsmeister im Parallelslalom.
In den Folgejahren konnte er nicht mehr an diese Erfolge anschließen. Nachdem er im Jänner 2002 in Arosa seinen dritten Weltcupsieg gefeiert hatte, belegte er bei den Olympischen Spielen Rang zehn im Parallelriesenslalom. Bei einer weiteren Olympia- und drei weiteren WM-Teilnahmen kam er über einen elften Platz am Kreischberg 2003 nicht hinaus. Am 1. Mai 2008 gab er nach wenig zufriedenstellenden Leistungen seinen Rücktritt vom aktiven Rennsport bekannt. Im Weltcup gelangen ihm neben seinen drei Siegen sechs weitere Podestplätze, zwei davon im SBX. Als bestes Ergebnis im Parallel-Weltcup erreichte er einen fünften Platz in der Saison 2001/02.
Alexander Maier ist der jüngere Bruder des ehemaligen Skirennläufers Hermann Maier und Großcousin der ehemaligen Skirennläuferin Andrea Fischbacher. Nach Beendigung seiner aktiven Karriere übernahm der ausgebildete Einzelhandelskaufmann die  Leitung der Skischule Hermann Maier in seinem Heimatort Flachau.
Seit 2008 ist er verheiratet.

## Erfolge

### Olympische Winterspiele
- Salt Lake City 2002: 10. Parallelriesenslalom
- Turin 2006: 30. Parallelriesenslalom

### Weltmeisterschaften
- Madonna di Campiglio 2001: 3. Snowboardcross, 76. Riesenslalom
- Kreischberg 2003: 11. Snowboardcross
- Whistler 2005: 22. Snowboardcross
- Arosa 2007: 21. Parallelslalom, 34. Parallelriesenslalom

### Weltcup
- 9 Podestplätze, davon 3 Siege:

| Datum          | Ort       | Land     | Disziplin            |
| -------------- | --------- | -------- | -------------------- |
| 4. März 2001   | Park City | USA      | Parallelriesenslalom |
| 15. März 2001  | Ruka      | Finnland | Parallelslalom       |
| 8. Jänner 2002 | Arosa     | Schweiz  | Parallelriesenslalom |

### Weltcupplatzierungen
| Saison  | Gesamt | Gesamt | Parallel | Parallel | Snowboardcross | Snowboardcross |
| Saison  | Punkte | Platz  | Punkte   | Platz    | Punkte         | Platz          |
| ------- | ------ | ------ | -------- | -------- | -------------- | -------------- |
| 1999/00 | 53.    | 175    | 50.      | 175      | 29.            | 753            |
| 2000/01 | 8.     | 710    | -        | -        | 3.             | 2520           |
| 2001/02 | -      | -      | 5.       | 1490     | 41.            | 330            |
| 2002/03 | 5.     | 357    | 13.      | 4070     | 27.            | 680            |
| 2003/04 | 5.     | 266    | 20.      | 1837     | 20.            | 1360           |
| 2004/05 | -      | -      | 40.      | 494      | 23.            | 1147           |
| 2005/06 | 31.    | 2201   | 15.      | 1909     | 45.            | 292            |
| 2006/07 | 17.    | 2206   | 12.      | 2206     | -              | -              |
| 2007/08 | 116.   | 740    | 29.      | 740      | -              | -              |

### Europacup
- 6 Podestplätze, davon 2 Siege:

| Datum           | Ort             | Land       | Disziplin    |
| --------------- | --------------- | ---------- | ------------ |
| 23. Jänner 2000 | Kreischberg     | Österreich | Riesenslalom |
| 25. März 2007   | Haus im Ennstal | Österreich | Riesenslalom |

### Weitere Erfolge
- Österreichischer Staatsmeister im Parallelslalom 2001
- Sieg bei den italienischen Meisterschaften im Parallelriesenslalom 2002
- 1 Siege in einem FIS-Rennen